# Glacier Fairweather
Le glacier Fairweather est un glacier d'Alaska aux États-Unis situé dans le parc national de Glacier Bay. Il naît sur le flanc ouest du mont Salisbury et se termine à 300 mètres du cap Fairweather à 160 kilomètres de Hoonah.
Ce nom a aussi été donné à un navire de l'Alaska Marine Highway.